# كأس ماليزيا 2010
كأس ماليزيا 2010 هو موسم من كأس ماليزيا. كان عدد الأندية المشاركة فيه 16، وفاز فيه نادي كلنتن.